# Jack Grainger (cầu thủ bóng đá, sinh năm 1912)
Jack Grainger (17 tháng 7 năm 1912 – 18 tháng 1 năm 1976) là một cầu thủ bóng đá người Anh thi đấu ở vị trí hậu vệ.

## Sự nghiệp
Sinh ra ở Royston, Grainger thi đấu cho Frickley Colliery, Royston Athletic, Barnsley, Southport, Prescot Cables, Hyde United, Clitheroe và Bangor City, thi đấu với tư cách khách mời thời chiến cho Liverpool.

## Đời tư
Anh của ông Dennis Grainger và các anh em họ Jack và Colin đều là các cầu thủ bóng đá.